# جورج روي هارفي
جورج روي هارفي (بالإنجليزية: George Roy Harvey)‏ هو مدير فني أمريكي، ولد في 15 يونيو 1869 في هاميلتون في كندا، وتوفي في 11 مايو 1935.